# Christina McHale
Christina Maria McHale (Englewood Cliffs, Nova Jersey, 11 de maig de 1992) és una jugadora professional estatunidenca de tennis retirada.
En el seu palmarès consten un títol individual i dos de dobles femenins que li van permetre arribar al 24è (2012) i al 35è (2017) lloc dels rànquings respectius. Va formar part de l'equip estatunidenc de Fed Cup en diverses ocasions.
Es va retirar la temporada 2022 després de ser eliminada en primera ronda del US Open.

## Biografia

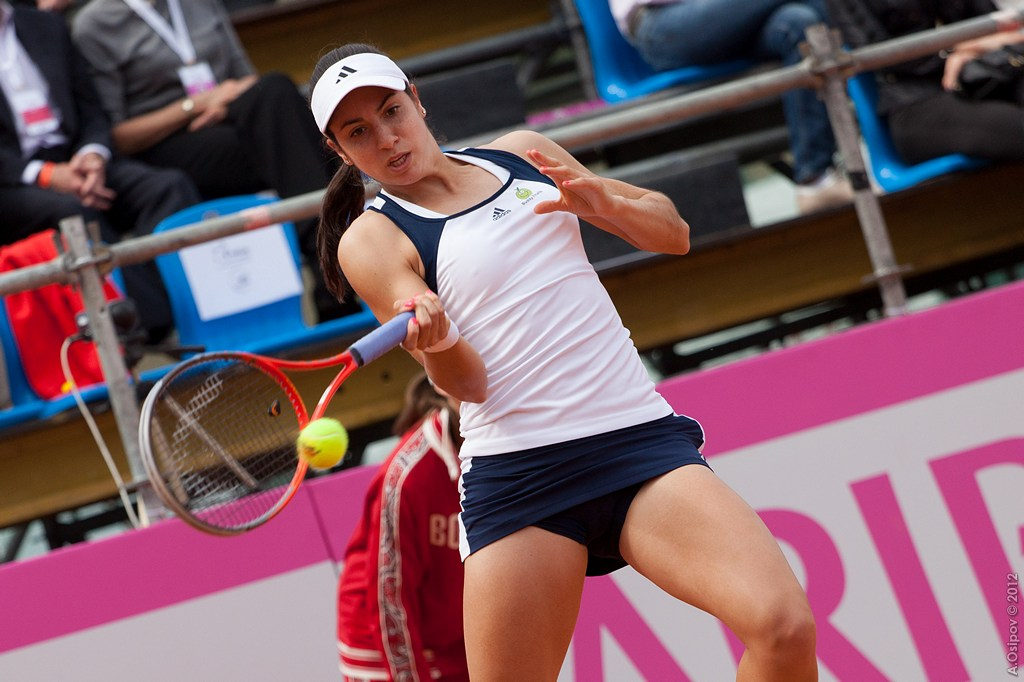

Filla de Margarita i John McHale, d'origen cubà i irlandès-americà respectivament. Té una germana anomenada Lauren. Va néixer a Nova Jersey però la família es va traslladar a Hong Kong durant cinc anys quan en tenia tres. L'any 2000 van retornar als Estats Units i es va acabar l'escola. Va entrar al USTA Training Center de Boca Raton per millorar els seus entrenaments.

## Palmarès

### Individual: 2 (1−1)
| Llegenda                                  |
| ----------------------------------------- |
| Grand Slam (0−0)                          |
| WTA Tour Championships / WTA Finals (0−0) |
| Premier Mandatory (0−0)                   |
| Premier 5 (0−0)                           |
| Premier (0−0)                             |
| International (1−1)                       |

| Títols per superfície |
| --------------------- |
| Dura (1−1)            |
| Gespa (0−0)           |
| Terra batuda (0−0)    |

| Resultat   | Núm. | Data                   | Torneig         | Superfície | Oponent            | Marcador         |
| ---------- | ---- | ---------------------- | --------------- | ---------- | ------------------ | ---------------- |
| Finalista  | 1.   | 1 de març de 2014      | Acapulco, Mèxic | Dura       | Dominika Cibulková | 6−7(3), 6−4, 4−6 |
| Guanyadora | 1.   | 18 de setembre de 2016 | Tòquio, Japó    | Dura       | Kateřina Siniaková | 3−6, 6−4, 6−4    |

## Trajectòria

### Individual
| Open d'Austràlia | 1R          | A           | 1R          | 3R    | 1R          | 2R          | 2R          | 1R    | 1R          | 1R          | Q3          | 1R          | 1R   | Q3  | 0 / 11    | 4 – 11    |
| Roland Garros | A           | 1R          | 1R          | 3R    | 1R          | 1R          | 1R          | 1R    | 1R          | 1R          | Q1          | 2R          | 1R   | Q3  | 0 / 11    | 3 – 11    |
| Wimbledon | A           | A           | 2R          | 3R    | 2R          | 1R          | 2R          | 2R    | 2R          | 1R          | 1R          | NC          | 1R   | 1R  | 0 / 11    | 7 – 11    |
| US Open | 2R          | 1R          | 3R          | 1R    | 3R          | 2R          | 1R          | 2R    | 2R          | 1R          | Q2          | 1R          | 2R   | Q1  | 0 / 12    | 9 – 12    |
| Jocs Olímpics | No celebrat | No celebrat | No celebrat | 1R    | No celebrat | No celebrat | No celebrat | A     | No celebrat | No celebrat | No celebrat | No celebrat | A    | NC  | 0 / 1     | 0 – 1     |
| Total Victòries−Derrotes | 1−2         | 8−10        | 19−20       | 25−21 | 13−18       | 20−22       | 17−22       | 26−22 | 19−27       | 8−17        | 7−10        | 6−8         | 2−15 | 0−1 | 171 – 215 | 171 – 215 |
| Rànquing a final d'any | 218         | 115         | 42          | 33    | 68          | 54          | 64          | 45    | 63          | 155         | 85          | 80          | 158  | –   |           |           |
| Llegenda: G: Guanyadora; F: Finalista; SF: Semifinalista; QF: Quarts de final; Q: Qualificació; A: Absent; RR: Round Robin; |             |             |             |       |             |             |             |       |             |             |             |             |      |     |           |           |

### Dobles femenins
| Open d'Austràlia | A   | A   | A   | 1R  | 1R  | 1R  | 1R  | 1R | 1R  | A   | A   | 1R  | 2R  | 0 / 8  | 1 – 8  |
| Roland Garros | A   | A   | A   | 2R  | 1R  | 1R  | 1R  | 2R | A   | 1R  | A   | 1R  | A   | 0 / 7  | 2 – 7  |
| Wimbledon | A   | A   | 3R  | 2R  | 2R  | 1R  | 1R  | 3R | 1R  | 3R  | A   | NC  | 1R  | 0 / 9  | 8 – 9  |
| US Open | 1R  | 1R  | 1R  | A   | 1R  | 2R  | 1R  | A  | 1R  | 3R  | 2R  | 1R  | 1R  | 0 / 11 | 4 – 11 |
| Rànquing a final d'any | 488 | 435 | 175 | 166 | 126 | 178 | 259 | 38 | 130 | 143 | 158 | 129 | 129 |        |        |
| Llegenda: G: Guanyadora; F: Finalista; SF: Semifinalista; QF: Quarts de final; Q: Qualificació; A: Absent; RR: Round Robin; |     |     |     |     |     |     |     |    |     |     |     |     |     |        |        |

### Dobles mixts
| Open d'Austràlia | A  | A  | A  | A  | A  | A  | 0 / 0 | 0 – 0 |
| Roland Garros | A  | A  | A  | 1R | A  | A  | 0 / 1 | 0 – 1 |
| Wimbledon | A  | A  | A  | A  | A  | A  | 0 / 0 | 0 – 0 |
| US Open | 2R | 1R | 1R | A  | SF | 1R | 0 / 5 | 4 – 5 |
| Llegenda: G: Guanyadora; F: Finalista; SF: Semifinalista; QF: Quarts de final; Q: Qualificació; A: Absent; RR: Round Robin; |    |    |    |    |    |    |       |       |